# Lluís Domènech i Montaner
Lluís Domènech i Montaner (Barcelona, 21 de Dezembro de 1850 — 27 de Dezembro de 1923) que se destacou por suas obras edificadas no estilo modernista catalão. Também dedicou grande parte de sua vida à política.

## Obras importantes
- Hospital de Sant Pau (Barcelona)

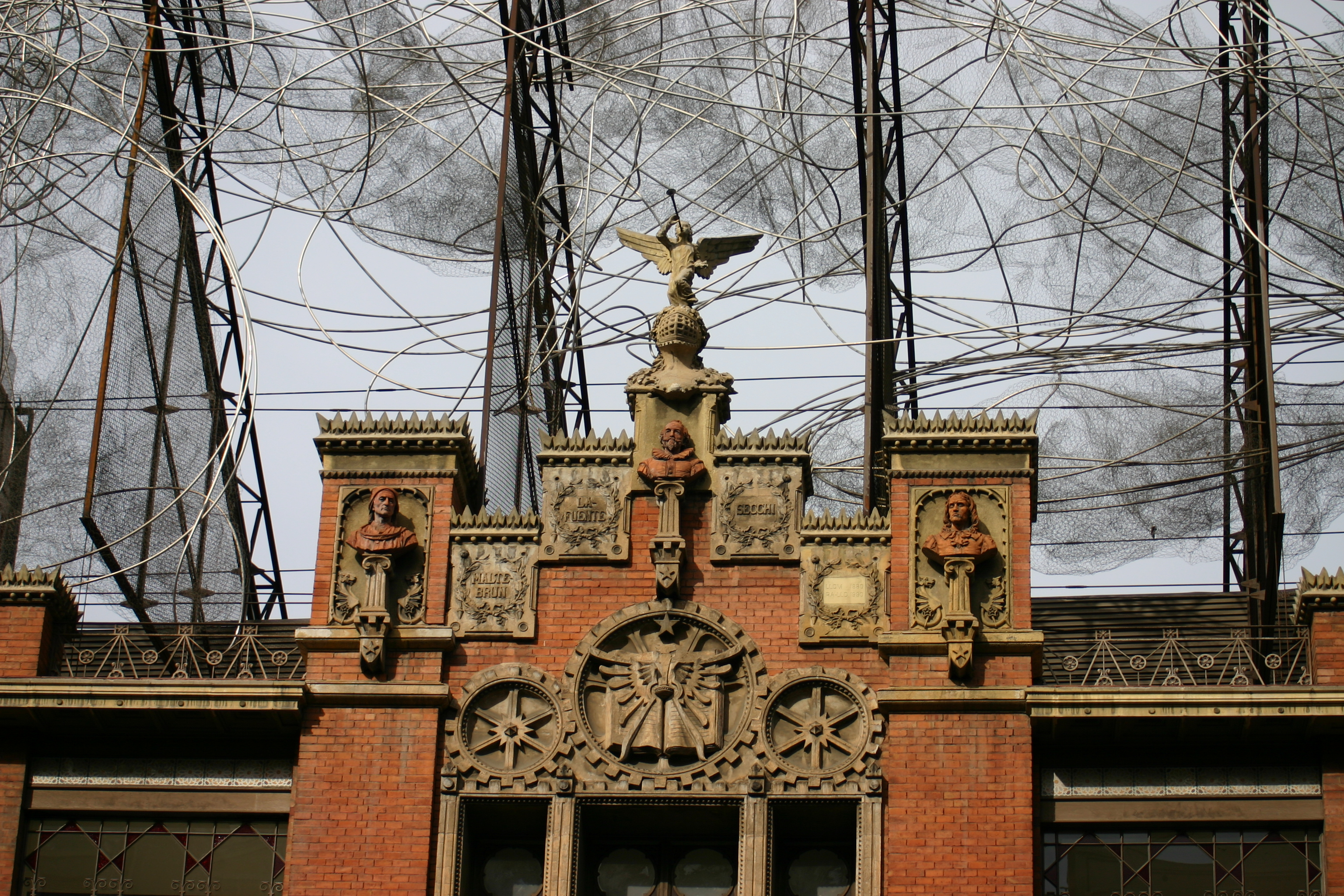
Editorial Montaner i Simón

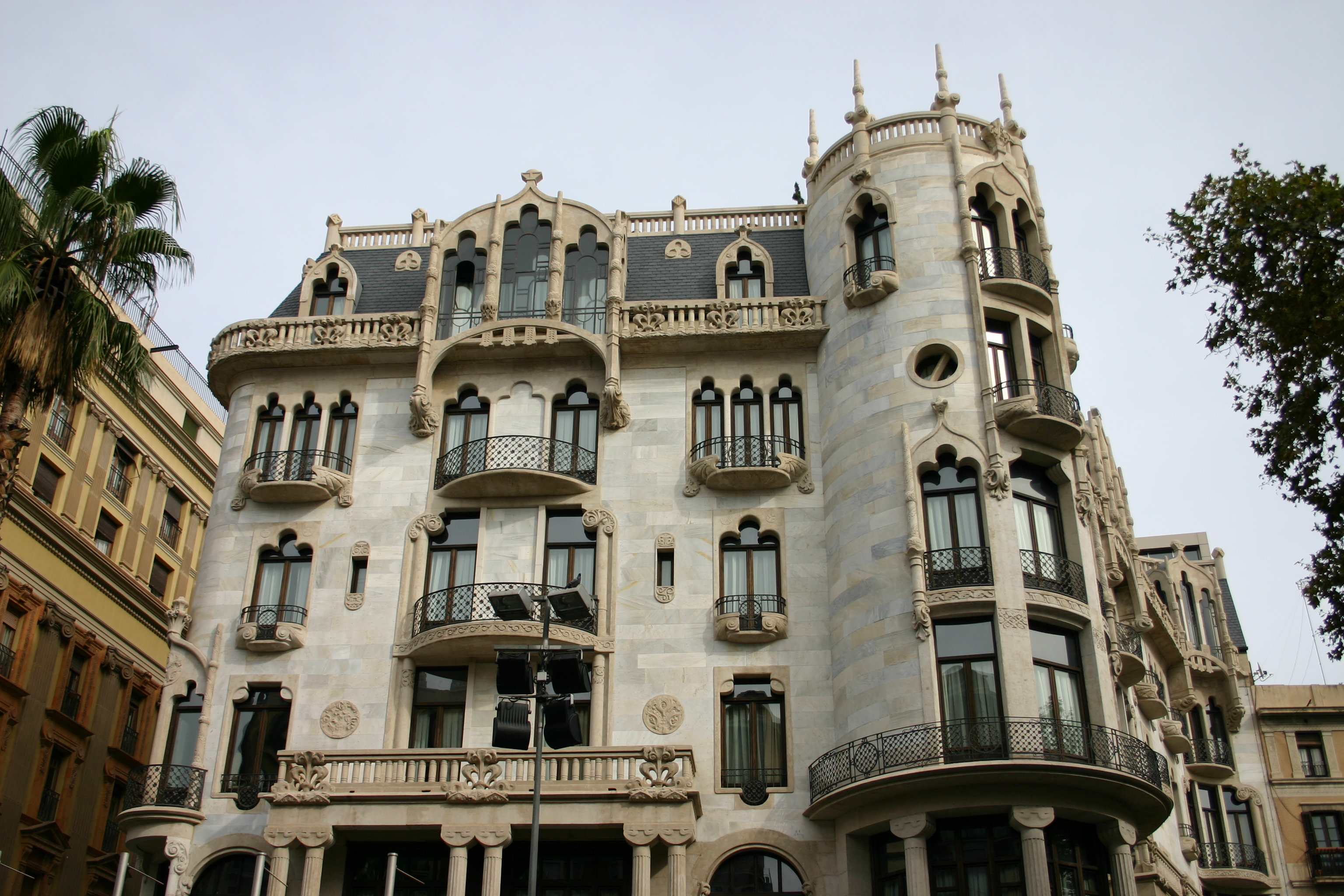
Casa Fuster

- Palau de la Música Catalana (Barcelona)
- Casa Fuster (Barcelona)
- Casa Lamadrid (Barcelona)
- Casa Lleó Morera (Barcelona)
- Casa Thomas (Barcelona)
- Museo de Zoología (Barcelona)
- Editorial Montaner i Simón (Barcelona)
- Palacio Ramón Montaner (Barcelona)
- Ateneu Obrer (Canet de Mar, Barcelona)
- Castell de Santa Florentina (Canet de Mar, Barcelona)
- Casa Roure (Ca la Bianga) (Canet de Mar, Barcelona)
- Restaurante la Misericòrdia(Canet de Mar, Barcelona)
- Casa Solà Morales (Olot, Barcelona)
- Casa Gasull (Reus, Tarragona)
- Casa Navàs (Reus, Tarragona)
- Casa Rull (Reus, Tarragona)
- Instituto Pere Mata (Reus, Tarragona)
- Cementerio de Comillas (Cantabria)
- Fuente de los Tres caños (Comillas, Cantabria)
- Universidad Pontificia (Comillas, Cantabria)